# Antonio Valero de Bernabé
Antonio Vicente Miguel Valero de Bernabé Pacheco (26 de octubre de 1790 - 7 de junio de 1863) nació en Fajardo, Puerto Rico. Fue un líder militar quien quiso la independencia de Puerto Rico. Fue clave en la independencia de la América Latina y por ello fue conocido como el Libertador de Puerto Rico. Creyó en la formación de la confederación de las naciones de la América Latina, sueño compartido con el Libertador Simón Bolívar.

## Años tempranos
El padre de Valero de Bernabé fue oficial del ejército español y su madre, puertorriqueña de familia adinerada. Siendo absolutamente joven, su padre muere y es enviado por su familia a España, para estudiar ciencias militares, donde en 1807 se gradúa de oficial menor. El 12 de septiembre de 1811 Bernabé contrajo matrimonio con María Madrid, en Cartagena, España.

## Servicio militar español
Valero combatió en el ejército español, cuando recién se había recibido como oficial. Para entonces Napoleón Bonaparte había convencido al rey Carlos IV de España para que le permitiera el paso a través de España para atacar a Portugal; cuando Bonaparte rechazó dejar el suelo español, España le declaró la guerra. Gracias al aporte de Valero para derrotar al ejército de Napoleón en la batalla de Zaragoza, obtuvo muchas condecoraciones y además fue promovido al grado de coronel.
Cuando Fernando VII asumió el trono de España en 1813, Bernabé se mostró crítico hacia las políticas del nuevo rey sobre las colonias españolas en América Latina; desarrolló un repudio hacia la monarquía, declinó su comisión en el ejército y emigró a México.

## Servicio militar mexicano
En México se une al Ejército Trigarante, liderado por Agustín de Iturbide, donde Valero es nombrado Jefe de Personal. Luchó con éxito por la independencia de México de España, donde Iturbide se proclamó emperador de México. Bernabé con sentimientos antimonárquicos, por su experiencia en España, se rebela y va contra Iturbide. Deja México y es capturado por un pirata español, que lo entrega a las autoridades españolas en Cuba, donde es arrestado. Bernabé escapa de la cárcel con la ayuda de un grupo de masones que estaban a favor de Simón Bolívar y de su sueño de una América unificada y libre.

## El Libertador de Puerto Rico
Luego de conocer el proyecto político de Bolívar; Valero decide unírsele y se dirige a la colonia danesa de Saint Thomas para establecer contactos con el movimiento independentista puertorriqueño. Viaja a Venezuela, donde se encuentra con el general Carlos Soublette y el general Francisco de Paula Santander. Luego, se une a Bolívar y se enrola en el Ejército del Sur para llevar a cabo la liberación de Ecuador y el Perú. El 9 de diciembre de 1824 al mando del general Antonio José de Sucre es factor importante en la derrota al ejército español en la batalla de Ayacucho. En 1825 fue nombrado por Bolívar jefe de Estado Mayor de las fuerzas sitiadoras del Callao, último reducto español en América Meridional, hasta que la plaza se rinde en enero de 1826. Más tarde lo nombró segundo jefe militar del Departamento del Istmo (Panamá) y en 1829 lo promueve al rango de general de brigada del Ejército Libertador. En Venezuela fue comandante militar de los Valles de Aragua, gobernador militar de Puerto Cabello, jefe de operaciones contra las facciones de Tamanaco y Güires, a los que derrotó. En la provincia de Caracas fue comandante de Armas.
A través de su carrera, fue leal a Bolívar y amigo de confianza del mismo. Tiempo después, fue acusado falsamente de conspirar contra Bolívar y fue exiliado a Saint Thomas, junto a su esposa María Madrid y sus niños.

## Últimos años
En 1830, fue ministro de Guerra y Marina durante el gobierno provisional del general José Antonio Páez. Al participar en la Revolución de las Reformas, fue exiliado nuevamente a Saint Thomas. Al regresar del exilio, Bernabé fue uno de los fundadores del Partido Liberal de Venezuela. En 1840, contrae segundas nupcias con Teresa Martínez. En 1842, Bernabé fue comisionado por el gobierno del General Páez, como organizador de la repatriación de los restos mortales del Libertador Simón Bolívar y los funerales de su entierro en la catedral de Caracas. En 1853, Venezuela honró a Bernabé presentándolo con el Busto del libertador de Venezuela. En 1857 fue representante de la provincia de Aragua en el Congreso y firmante de la Constitución del mismo año.
El presidente José Tadeo Monagas lo nombra ministro de Guerra y Marina. Al frente de su división toma parte en la Guerra Federal acaudillada por el general Juan Crisóstomo Falcón. Derrotado el ejército revolucionario en 1860 se internó en Colombia, donde el presidente Mosquera lo nombró Comandante en Jefe de la Primera División con destino al Estado de Boyacá, como Jefe Militar del Estado.
Valero muere el 7 de junio de 1863 en Bogotá, Colombia, año en que triunfa la revolución federal en Venezuela. Fue sepultado al otro día debido a la lluvia. Su familia residía en Venezuela y en Bogotá; nadie se ocupó de mantener su tumba. El general Guzmán Blanco, presidente de Venezuela, decretó que los restos de Valero fueran trasladados a Caracas para ser enterrados en el Panteón Nacional de Caracas, donde reposan los restos de Bolívar y otros próceres de la Independencia. Dicho decreto no se pudo cumplir debido a que no pudieron encontrar sus tumba; sin embargo, su nombre está inscrito en una placa de bronce colocada en una de las naves laterales del Panteón. Puerto Rico también ha honrado la memoria de Bernabé nombrando escuelas y avenidas. Hay también una estatua de Bernabé en la ciudad de Fajardo, en donde él nació.